# Općina Solčava
Općina Solčava (slo.:Občina Solčava) je općina u sjevernoj Sloveniji u pokrajini Štajerskoj i statističkoj regiji Savinjskoj. Središte općine je naselje Solčava s 241 stanovnikom.

## Zemljopis
Općina Solčava nalazi se u sjevernom dijelu Slovenije, u krajnje jugozapadnom dijelu pokrajine Štajerske. Općina je i granična prema Austriji. Središnji dio općine je dolina rijeke Savinje u gornjem dijelu njenog toka. U najvišem, izvorišnom dijelu rijeke se nalazi tzv. Logarska dolina. Južno i jugozapadno od doline uzdižu se brda i planine Savinjskih Alpa, a sjeverno se nalaze Karavanke.
U općni vlada oštrija, planinska varijanta umjereno kontinentalne klime. Najvažniji vodotok u općini je rijeka Savinja, koja u općini i izvire. Svi ostali vodotoci su mali i njeni su pritoci.

## Naselja u općini
Logarska Dolina, Podolševa, Robanov Kot, Solčava

## Vanjske poveznice
- Službena stranica općine